# Кукувица (село)
Вижте пояснителната страница за други значения на Кукувица.
Кукувица е село в Южна България. То се намира в община Смолян, област Смолян.

## География
Село Кукувица се намира в Родопите, в красив планински район. До него се стига по черен път – на 5 км от село Широка лъка. В непосредствена близост се намира махала Бистрица.

## История
Село Кукувица е разположено по средата между Широка лъка и Чепеларе на 1550 м надморска височина. Преди години населението на Кукувица наброява около 150 души. Хората са се занимавали основно със селско стопанство. Постепенно младите хора се изселват. Към 2007 по данни на НСС селото наброява 12 жители, а към 2022 г. – 7 жители.

## Културни и природни забележителности
Кукувица е родното място на убитата през 1944 г. партизанка Катя Ванчева. Родната ѝ къща се е срутила.
По пътя към Кукувица може да се види скалното образувание „Главата“.

## Личности
- Катя Ванчева